# Ernest Prodolliet
Ernest Prodolliet (Amriswil, 14 novembre 1905 – Amriswil, 8 novembre 1984) è stato un diplomatico svizzero.
Viene ricordato soprattutto per il fatto di avere ripetutamente violato gli ordini dei suoi superiori per potere aiutare alcune centinaia di ebrei a sfuggire ai nazisti. Per tali azioni è stato dichiarato uno dei Giusti tra le nazioni.

## Biografia
Nato nel 1905 da genitori del Canton Vaud, inizialmente uomo d'affari, Prodolliet entra nei servizi diplomatici e durante la seconda guerra mondiale era tra l'altro viceconsole a Bregenz e salvò ebrei in parte rilasciando visti malgrado le direttive contrarie e in parte aiutandoli personalmente ad attraversare la frontiera. Per tali motivi venne trasferito nel 1939 a Amsterdam dove continuò a violare le norme per potere aiutare i perseguitati. Dal 1942 fino alla fine della guerra venne impiegato a Berlino e Parigi. Concluse la carriera diplomatica nel 1968 come console a Besançon (F).
- Nel 1982 è stato dichiarato Giusto tra le nazioni.[6]
- Nel film Akte Grüninger del 2014 compare (rappresentato dall'attore Patrick Rapold) nella fase iniziale del film.